# Vanessa Hessler
Vanessa Hessler (Roma, 21 gennaio 1988) è un'attrice e modella italiana con cittadinanza statunitense.

## Biografia
Nata a Roma nel 1988, da padre statunitense e madre italiana, ha vissuto in Italia fino all'età di otto anni per poi trasferirsi a Washington, città natale del padre. Rientrata a Roma nel 2002, viene notata per caso da Mario Gori, presidente della Glamour Model Management e suo attuale agente, che la lancia nel mondo della moda. Nel 2003 esordisce in passerella per la casa di moda Gattinoni e vince il premio come Top Model Italiana Emergente.
Partecipa ad alcune edizioni di AltaRoma AltaModa e Milano Collezioni. Sfila per le principali maison partecipando anche a diverse trasmissioni televisive dedicate al mondo della moda, come Donna sotto le stelle e Notte mediterranea. Dal 2005 al 2008 è testimonial, in Italia, Germania e Francia, di Alice, servizio internet di Telecom Italia. Nel 2006 è madrina della Categoria Gruppi al 56º Festival di Sanremo. Nello stesso anno a Taormina viene premiata con La Kore - Oscar come modella dell'anno 2006.
Dopo il debutto sul grande schermo come co-protagonista del film Natale a Miami (2005), diretto da Neri Parenti, nel 2008 è protagonista con il ruolo della "Principessa Irina" in Asterix alle olimpiadi. Nello stesso anno debutta sul piccolo schermo come protagonista, insieme a Roberto Farnesi, della miniserie televisiva, prodotta da Edwige Fenech, Per una notte d'amore, regia di Vittorio Sindoni, in onda su Rai 1.
Nel 2009 è nuovamente protagonista nella miniserie Una sera d'ottobre, girata fra Roma, Firenze ed Arezzo. La fiction, prodotta da Edwige Fenech e diretta da Vittorio Sindoni, va in onda anch'essa su Rai 1. Nel 2011 è protagonista del film Sotto il vestito niente - L'ultima sfilata di Carlo Vanzina. Il 2 novembre di quell'anno viene licenziata dalla filiale tedesca del provider italiano Alice per aver difeso Mutassim, membro della famiglia Gheddafi con cui era stata fidanzata.
Tra il 2011 e il 2012 gira le fiction Rai Cenerentola, La ragazza americana, La figlia del capitano (tratta dal romanzo omonimo di Puškin ed anch'essa prodotta dalla Fenech), Le mille e una notte e Santa Barbara. Nel 2014 ritorna per l’ultima volta sul grande schermo com il film Ma tu di che segno 6?, con Massimo Boldi e la regia di Neri Parenti.

## Vita privata
Dal 2007 al 2011 ha avuto una relazione sentimentale con Mutassim Gheddafi, figlio di Muʿammar.
Dopo aver avuto una relazione di due anni con il collega Francesco Montanari, nel 2013 si è legata sentimentalmente al produttore Gianni Nunnari, da cui ha avuto una figlia, Caterina, nata il 25 novembre 2015.

## Filmografia

### Cinema
- Natale a Miami, regia di Neri Parenti (2005)
- Asterix alle Olimpiadi, regia di Frédéric Forestier e Thomas Langmann (2008)
- Sotto il vestito niente - L'ultima sfilata, regia di Carlo Vanzina (2011)
- Ma tu di che segno 6?, regia di Neri Parenti (2014)

### Televisione
- Per una notte d'amore, regia di Vittorio Sindoni – miniserie TV (2008)
- Una sera d'ottobre, regia di Vittorio Sindoni – miniserie TV (2009)
- Cenerentola, regia di Christian Duguay – miniserie TV (2011)
- La ragazza americana, regia di Vittorio Sindoni – miniserie TV (2011)
- La figlia del capitano, regia di Giacomo Campiotti – miniserie TV (2012)
- Le mille e una notte - Aladino e Sherazade, regia di Marco Pontecorvo – miniserie TV (2012)
- Santa Barbara, regia di Carmine Elia – film TV (2012)

### Cortometraggi
- Reality+, regia di Coralie Fargeat (2014)

## Programmi TV
- Festival di Sanremo (2006) - Madrina della Categoria Gruppi
- Si può fare!, regia di Maurizio Pagnussat (2014) - Concorrente

## Doppiatrici italiane
- Connie Bismuto in Cenerentola, La figlia del capitano, Le mille e una notte - Aladino e Sherazade
- Gemma Donati in Natale a Miami